# Matriarchat
Matriarchat – hierarchiczny ustrój społeczny i polityczny, w którym władzę sprawują kobiety. Termin ten został wprowadzony przez Johanna Jakoba Bachofena w 1861 roku w jego dziele Das Mutterrecht. 

## Hipoteza matriarchatu
Wielu teoretyków matriarchatu, m.in. Robert Graves, Marija Gimbutas, John Ferguson McLennan, Heide Göttner-Abendroth, przyjęło, że społeczności prehistoryczne były skoncentrowane wokół kobiety i prawdopodobnie w tym też okresie panował matriarchat. Badacze wiążą rozwój matriarchatu z powstaniem społeczności kopieniaczych. W społecznościach takich znaczenie przypisywane pierwotnie mężczyznom-żywicielom (myśliwi) przechodziłoby na kobiety-żywicielki, o których sądzi się, że wynalazły pierwsze narzędzia rolnicze.
Jedną z przesłanek na rzecz matriarchatu miały być tzw. Wenus z Laussel oraz 30 tysięcy jej podobnych figurek pochodzących z neolitu, przedstawiających kobietę z wydatnymi piersiami, udami, brzemiennym brzuchem i wyraźnie zaznaczonym sromem. Figurek z tego okresu przedstawiających mężczyzn jest zaledwie około tysiąca.

## Kontrowersje
Henri Delport i Sarah M. Nelson twierdzą wszakże, że tego typu wyobrażenia były po prostu prehistoryczną pornografią. Również w dzisiejszych czasach wyobrażeń nagich kobiet jest kilkadziesiąt razy więcej niż analogicznych przedstawień mężczyzn, co nie oznacza, że obowiązuje matriarchat. Peter J. Ucko wykazał już w latach 60. XX wieku błędy w interpretacji figurek z Bliskiego Wschodu i Krety, wskazując, że pomimo tego, iż w różnych wykopaliskach figurek z wyraźnie zarysowanymi cechami kobiecymi było więcej niż wyraźnie męskich, to najliczniejszą grupę stanowiły figurki bez wyraźnie zarysowanej płci.
Inni badacze wskazali, że w ikonografii kultury minojskiej nie występuje tematyka związana z macierzyństwem, które miało odgrywać wielką rolę w kulcie Wielkiej Bogini, postaci kluczowej dla teorii matriarchatu. Poza tym popularność żeńskiego bóstwa nie wpływa automatycznie na pozycję kobiet w społeczeństwie. Przykładem jest Grecja epoki klasycznej z wieloma popularnymi boginiami i jednocześnie dość niską pozycją kobiet.
Obecnie wśród antropologów i socjologów panuje konsens, że matriarchat w formie zaproponowanej w teoriach z XIX wieku nigdy nie istniał.
Przedwojenny polski historiozof Feliks Koneczny w swoim opus magnum pt. "O wielości cywilizacji" podjął się krytyki matriarchatu. Zdaniem Konecznego system taki nigdy nie istniał - jako dowód przedstawia on fakt, że nawet w najprymitywniejszych wspólnotach ludzkich (jako przykład podaje Hotentotów)  władzę nad dziećmi, integrowaną z własnością, sprawuje ojciec - mimo że według badań Bronisława Malinowskiego wśród ludów pierwotnych nie istnieje skojarzenie stosunku płciowego z ciążą (a więc nie ma koncepcji biologicznego ojcostwa).

## Matrylinearny system pokrewieństwa
W przeszłości z matriarchatem był przez wielu badaczy mylony matrylinearny system pokrewieństwa. Współcześnie najbardziej znanym przypadkiem tego wciąż jeszcze funkcjonującego systemu są ludy: Mosuo (oficjalnie klasyfikowani jako podgrupa Naxi) żyjący w północno-zachodniej części prowincji Junnan w Chinach oraz Tuaregowie, zamieszkujący obszary Sahary. Znane są także przypadki, gdy kobiety mogą skutecznie rywalizować z mężczyznami o władzę w społeczeństwach zorganizowanych patriarchalnie (np. Irokezi i Huroni w Ameryce Północnej), Nawahowie, Hopi.